# Tatras Occidentales
El Tatra Occidental (eslovaco: Zapadne Tatry, polaco: Tatry Zachodni) es una cadena montañosa polaco-eslovaca que forma con la cadena oriental Tatras, Tatra, que se extiende en el norte de los Cárpatos. El pico más alto es el Monte Bystra que se eleva a 2248 m.

## Principales picos
- Osobitá (noroeste) ;
- Sivý vrch (oeste) ;
- Liptovské Tatry (parte central y sur) ;
- Roháče (parte central) ;
- Červené vrchy (noreste) ;
- Liptovské kopy (este).